# Пэтти Стенджер
Пэтти Стенджер (англ. Patti Stanger; род. 31 мая 1961 года в Шорт-Хилс, Нью-Джерси) — американская профессиональная сваха и телевизионный продюсер собственного шоу The Millionaire Matchmaker, которое выходит в эфир с января 2008 года на телеканале Bravo TV. Она также является основателем и генеральным директором компании 'Millionaire's Club International Inc.', которая представляет собой профессиональную службу знакомств исключительно для миллионеров. В 2016 году снялась в телефильме «Акулий торнадо 4: Пробуждение», где исполнила небольшую роль репортёра.